# Soberanía alimentaria
La soberanía alimentaria es un concepto que fue postulado en 1996 por Vía Campesina en Roma, con motivo de la Cumbre Mundial de la Alimentación de la Organización para la Alimentación y la Agricultura (FAO) y se lo define como el derecho de los pueblos y las naciones a definir sus propias políticas agrícolas y alimentarias, priorizando la producción local y el acceso a alimentos saludables y culturalmente apropiados. Este enfoque busca fortalecer la capacidad de las comunidades para controlar su propio sistema alimentario, en lugar de depender de las importaciones y de la agricultura industrial, que quienes sostienen este concepto consideran a menudo insostenibles y perjudiciales para el medio ambiente y la salud.   

Los partidarios de este concepto proponen una ruptura con relación a la organización actual de los mercados agrícolas y financieros, organización que tiene como pilar fundamental el Acuerdo sobre la Agricultura de la OMCaprobado el 15 de abril de 1994. En base a este Acuerdo los Estados miembros de la OMC se comprometieron a aplicar un programa de reforma de las políticas agrícolas vigentes (durante el periodo 1995-2000 por lo que se refiere a los países desarrollados y durante el periodo 1995-2004 para los países en desarrollo) teniendo como idea directriz el concepto de seguridad alimentaria.  Este concepto, tal como fue definido por la FAO, se centra en la disponibilidad de alimentos nutritivos y culturalmente adecuados. En contraste con el mismo, el concepto de soberanía alimentaria pretende incluir también la importancia del modo de producción de los alimentos y su país de origen, y resaltar que la importación de alimentos baratos influiría en el debilitamiento de producción, población agraria locales (vaciamiento rural), la salud y el medio ambiente, por lo que fomenta la agricultura ecológica. 

Alimentos producidos en una huerta agroecológica.
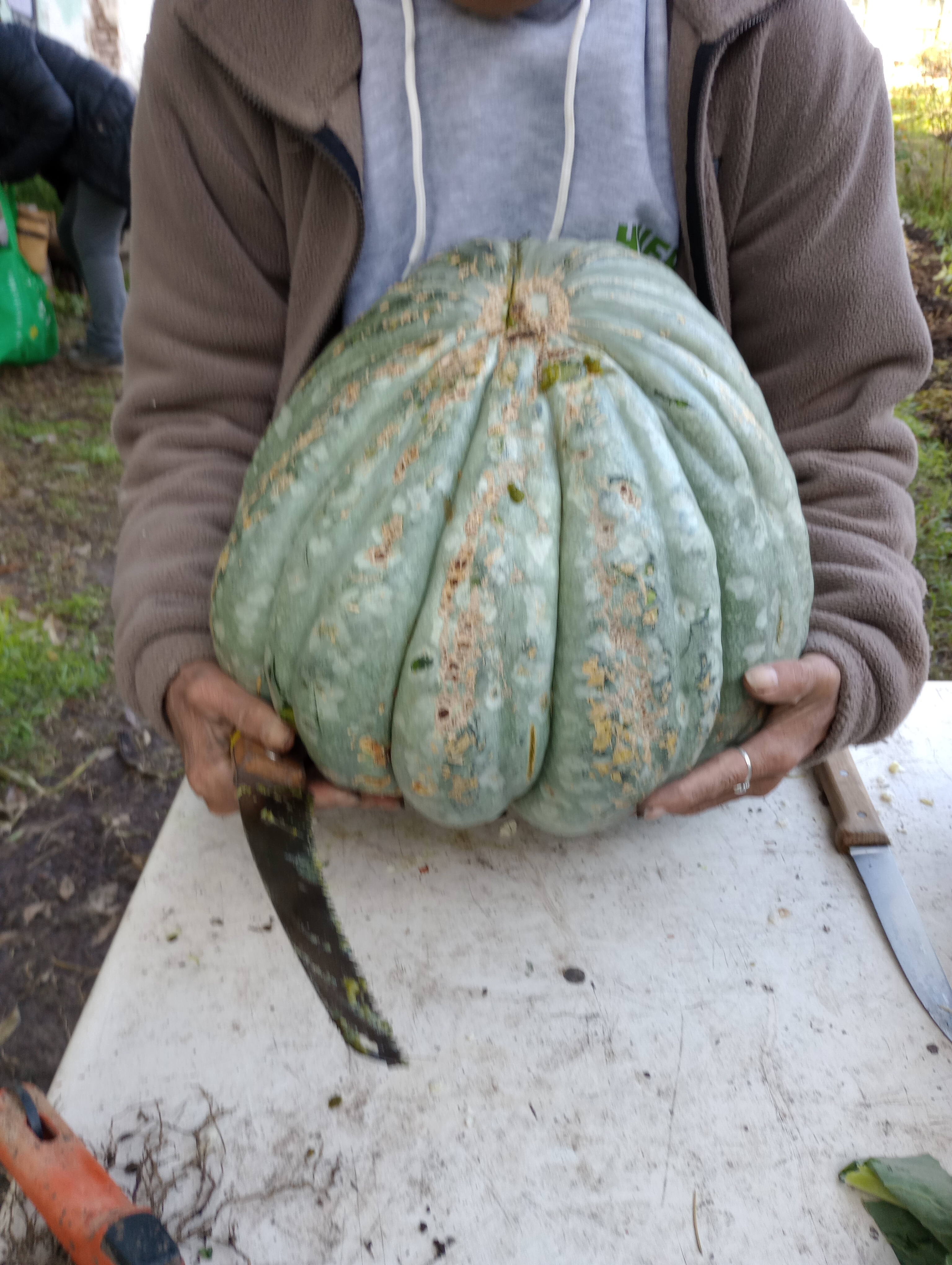
Cosecha de zapallo en huerta agroecológica.
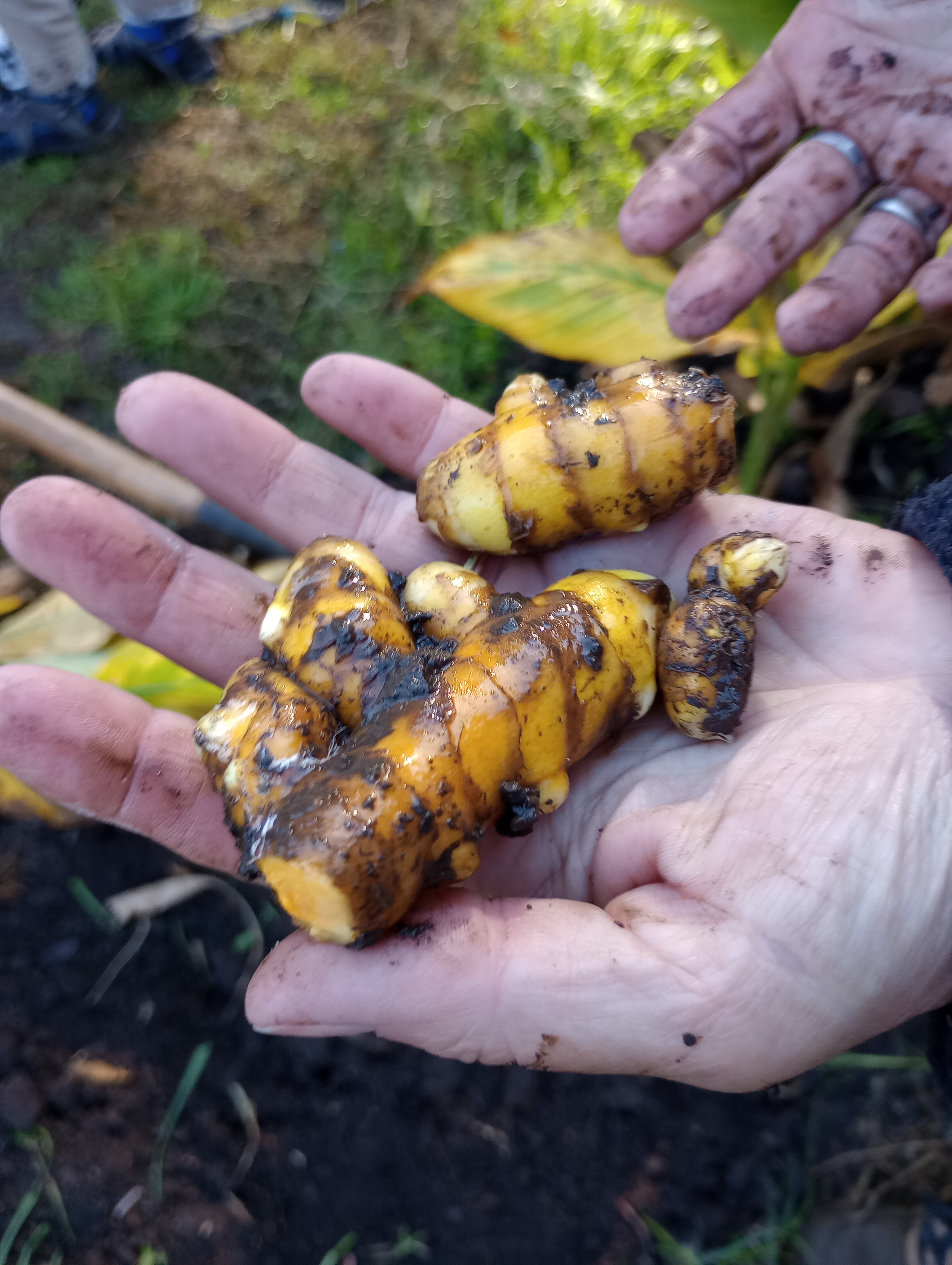
Cosecha cúrcuma.
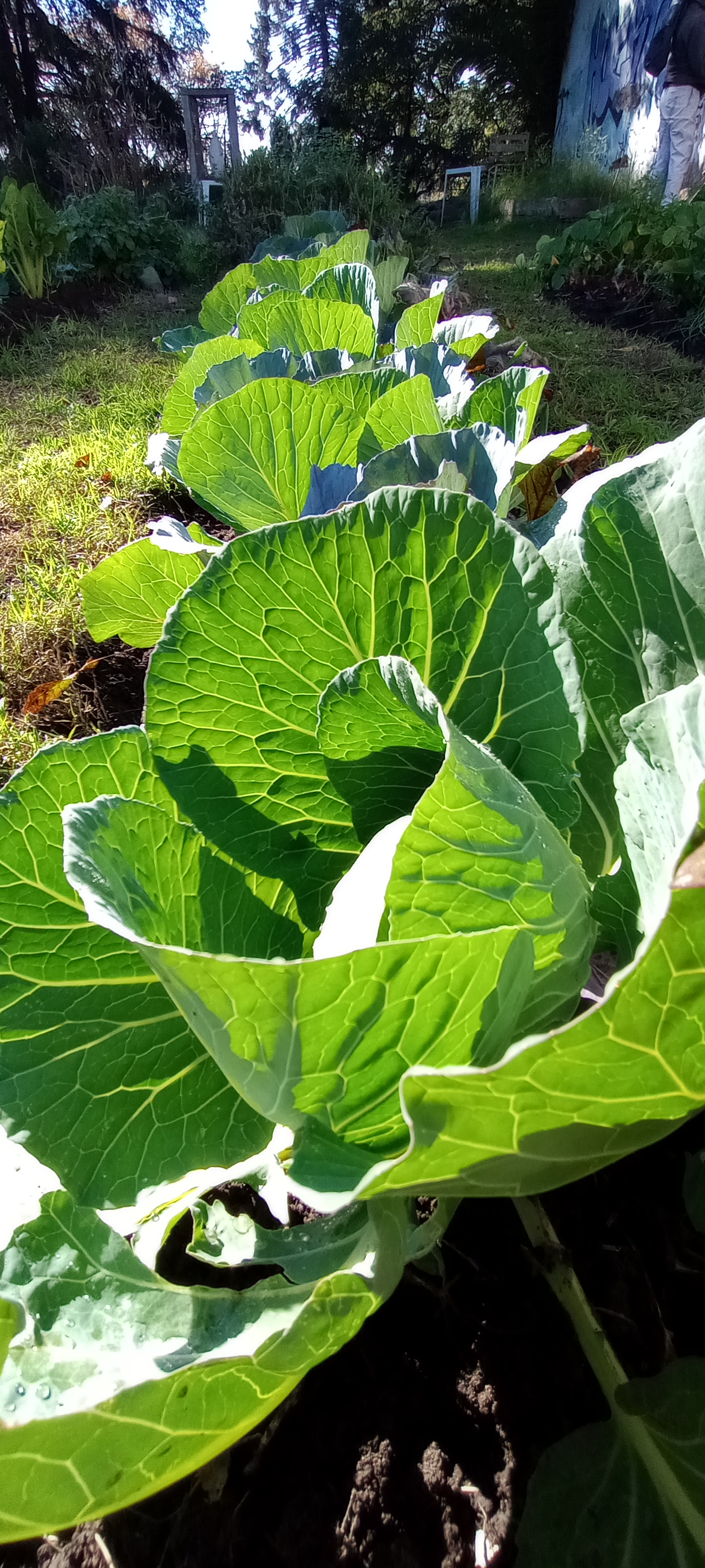
Cultivo de alimentos en huerta comunitaria agroecológica.
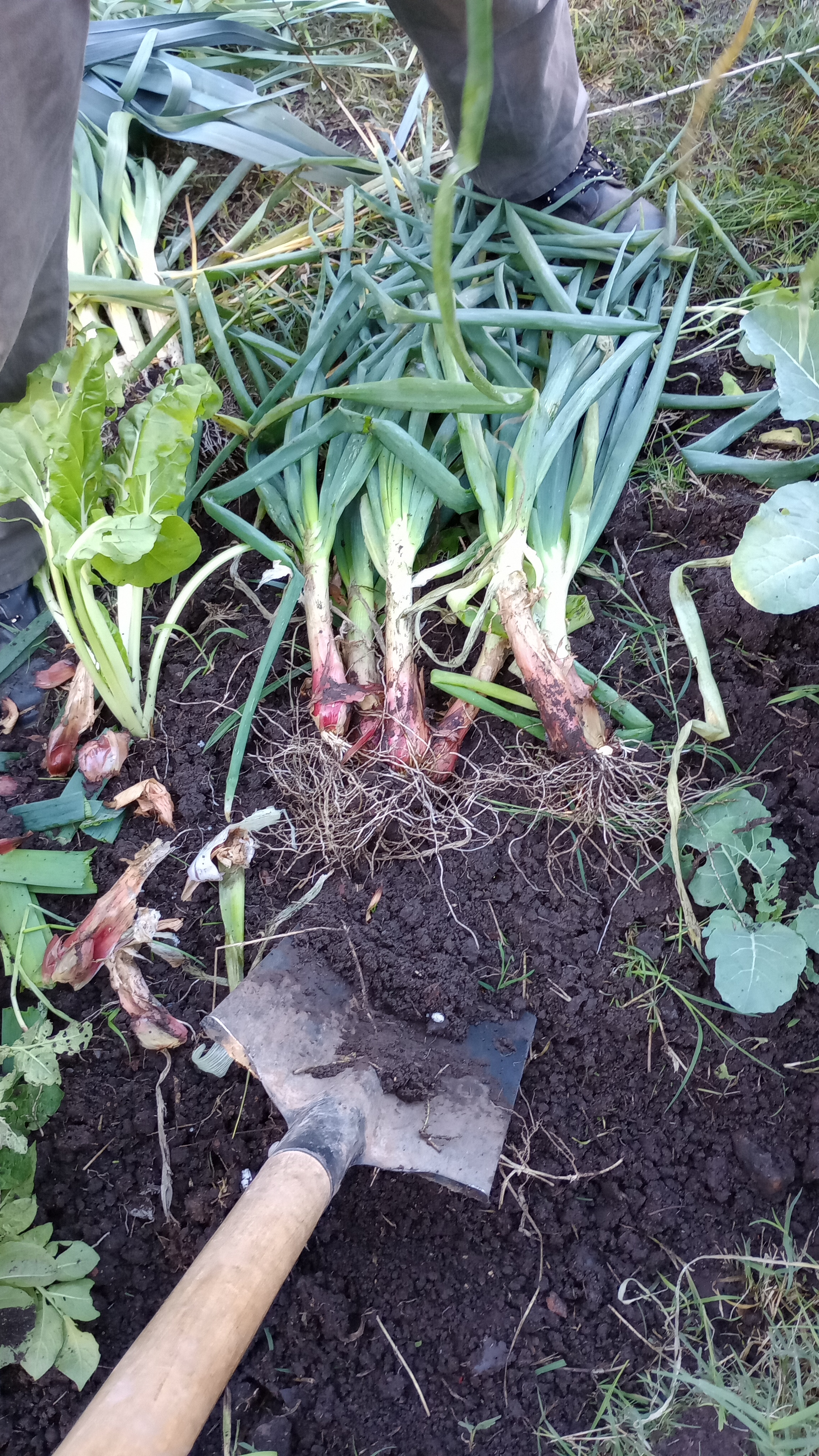
Cosecha de alimentos.

## Desarrollo del concepto
Expandiendo la definición previamente postulada, el programa de soberanía alimentaria se centra principalmente en las siguientes propuestas:
- Acceso a alimentos de calidad a un precio razonable.
- Derecho a conocer el origen de lo que se consume.[4]
- Acceso de los campesinos y de personas sin tierras al agua, a las semillas, a las tierras.
- Derecho de los países a protegerse de las importaciones imponiéndoles impuestos mayores que a las producciones locales
- Activa participación de los pueblos en los aspectos relacionados con la política agraria, ya que el reconocimiento de los derechos de los mismos representan un papel esencial en la producción agrícola y la alimentación.
- Formas de producción no pueden atentar contra la ecología, el ambiente, ni los modos de vida de las comunidades.
- La agroecología como una alternativa amigable y sustentable.[5]

Por otra parte, resulta importante destacar la aparición del dumping (venta de productos por debajo de su precio habitual), el cual  está destruyendo producciones alimentarias a lo largo de todo el mundo, debido a la gran desventaja de precio que tienen las producciones locales frente a las internacionales. El concepto de soberanía alimentaria no se opone a los intercambios siempre que se den de manera justa, por lo que es totalmente contrario al concepto de dumping. Para alcanzar un intercambio justo, se proponen una serie de medidas, como por ejemplo:
- Priorizar la producción local.
- Incentivar a los países a protegerse del dumping.
- Ayudar a los campesinos mediante políticas públicas.
- Garantizar la estabilidad de los precios agrícolas a una escala internacional.

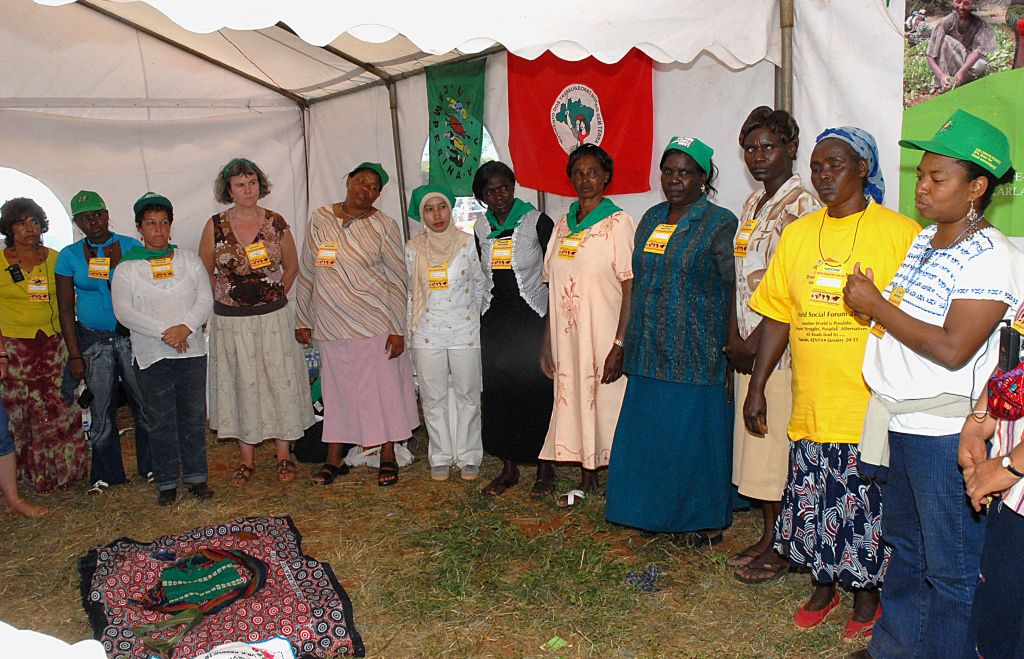
Mujeres de Vía Campesina

## Historia
La política más antigua con la cual se puede relacionar este concepto, surge en 1948, con el reconocimiento del derecho a la alimentación por parte de la ONU en la Declaración Universal de Derechos Humanos de dicho año firmada en París. Allí, se describe como "el derecho de todo hombre, mujer o niño, ya sea sólo o en común con otros, de tener acceso físico y económico, en todo momento, a la alimentación adecuada o a medios para obtenerla de formas consistentes con la dignidad humana".  
Posteriormente, en 1974, surge con fuerza el concepto de seguridad alimentaria, el cual fue tomado por organismos internacionales como la FAO y la OMC para fundamentar sus acuerdos sobre agricultura. En contraste, el concepto de soberanía alimentaria no existía como tal hasta 1996. En dicho año, la joven organización Vía Campesina, de tan solo 3 años en aquel entonces, lo mencionó por primera vez en la Declaración de Tlaxcala en 1996. En ese mismo año, se llevó este concepto a la ONU, dentro del Foro Mundial por la Seguridad Alimentaria que se organizaba en paralelo a la Cumbre Mundial de la Alimentación, allí por primera vez tomó relevancia a nivel internacional.  
Ese mismo año, se crea el Movimiento por la Soberanía Alimentaria, lo que deriva en la creación del Comité Internacional de Planificación para la Soberanía Alimentaria, el cual comenzó a tener más influencia en las decisiones internacionales.  
Este tema fue retomado en junio del 2002, en el foro ONG de la FAO. En el mismo, tanto Vía Campesina como otras ONG que comparten su postura anticapitalista denunciaron que las políticas que denominan neoliberales resultarían incompatibles con este concepto, ya que entienden que éstas priorizan el comercio internacional incluso ante la alimentación de los pueblos, lo que en su opinión incrementaría la dependencia de los pueblos de las importaciones y fortalecería la industrialización de la agricultura dañando severamente el medio ambiente y la salud de las poblaciones. Estas ONG sostienen que las políticas impulsadas por el FMI, el Banco Mundial y la OMC sólo favorecen los intereses de las empresas multinacionales y transnacionales. Citan como ejemplo los acuerdos internacionales, regionales o bilaterales de la OMC que permiten a las empresas monopolizar el mercado.
Existen otros tres eventos mundiales que juntaron a distintos movimientos sociales (tales como pobres de las grandes ciudades, grupos medioambientales, grupos de consumidores, asociaciones de mujeres, pescadores, pastores) para avanzar en el desarrollo e instalación de este concepto:  
- Foro Mundial por la Soberanía Alimentaria de La Habana realizado en agosto del 2001.
- Foros ONG para la Soberanía Alimentaria realizado en 2002 y 2009 en Roma.
- Foro Internacional sobre Soberanía Alimentaria nombrado Declaración de Nyéléni[10] celebrado en febrero de 2007 en Malí.

Para conmemorar esta lucha, la organización Vía Campesina propuso al 16 de octubre como el Día Internacional de la Soberanía Alimentaria de los Pueblos.

## Políticas
Los partidarios del concepto de soberanía alimentaria plantean un marco para la gobernanza de las políticas agrícolas y alimentarias que incorpora una amplia serie de temas, tales como la reforma agraria  por medio de la expropiación de las tierras (pudiendo haber o no algún mecanismo de compensación a los antiguos propietarios, según cada impulsor de estas medidas) o por medio de la adquisición negociada; el control e intervención estatal de los mercados locales; el fomento de la biodiversidad; el crédito a pequeños productores agrícolas y otras medidas relacionadas con la capacidad de producir alimentos localmente. 
Abarca políticas referidas no sólo a localizar el control de la producción y de los mercados, sino también a promover el derecho a la alimentación, el acceso y el control de los pueblos a la tierra, agua y recursos genéticos, y a la promoción de un uso ambientalmente sostenible de la producción.
En febrero de 2007 tuvo lugar el Foro por la Soberanía Alimentaria en Nyéléni (Malí), organizado por La Vía Campesina y la Marcha Mundial de Mujeres. Su objetivo, en palabras de la activista y participante en el Foro Esther Vivas era: “llevar a cabo un debate estratégico sobre qué se entiende desde los movimientos sociales por soberanía alimentaria, qué propuestas concretas se reivindican y cómo llevarlas a cabo”.
La Declaración de Nyéléni, Selingue, Malí 2007, estipula lo siguiente:  

La soberanía alimentaria es el derecho de los pueblos a alimentos nutritivos y culturalmente adecuados, accesibles, producidos de forma sostenible y ecológica, y su derecho a decidir su propio sistema alimentario y productivo. Esto pone a aquellos que producen, distribuyen y consumen alimentos en el corazón de los sistemas y políticas alimentarias, por encima de las exigencias de los mercados y de las empresas. Defiende los intereses de, e incluye a, las futuras generaciones.  Nos ofrece una estrategia para resistir y desmantelar el comercio libre y corporativo y el régimen alimentario actual, y para encauzar los sistemas alimentarios, agrícolas, pastoriles y de pesca para que pasen a estar gestionados por los productores y productoras locales. La soberanía alimentaria da prioridad a las economías locales y a los mercados locales y nacionales, y otorga el poder a los campesinos y a la agricultura familiar, la pesca artesanal y el pastoreo tradicional, y coloca la producción alimentaria, la distribución y el consumo sobre la base de la sostenibilidad medioambiental, social y económica.   La soberanía alimentaria promueve el comercio transparente, que garantiza ingresos dignos para todos los pueblos, y los derechos de los consumidores para controlar su propia alimentación y nutrición.   Garantiza que los derechos de acceso y a la gestión de nuestra tierra, de nuestros territorios, nuestras aguas, nuestras semillas, nuestro ganado y la biodiversidad, estén en manos de aquellos que producimos los alimentos.   La soberanía alimentaria supone nuevas relaciones sociales libres de opresión y desigualdades entre los hombres y mujeres, pueblos, grupos raciales, clases sociales y generaciones."

En el Foro de Nyéléni se enfatizaron también los vínculos entre el movimiento por la soberanía alimentaria y el movimiento feminista, debido al papel central que, en opinión de sus organizadores, jugarían las mujeres en el mundo rural. La periodista y escritora feminista Esther Vivas señaló en ese momento que “Las mujeres tuvieron un papel central como dinamizadoras y participantes en el evento. Un día antes del inicio del foro se celebró, en el mismo recinto, un encuentro promovido por la Marcha Mundial de Mujeres con dos objetivos concretos: poner en común las opiniones de las mujeres sobre soberanía alimentaria y establecer aportaciones conjuntas al foro. Las mujeres reunidas reclamaron el mito de Nyéléni, una mujer campesina maliense que luchó por afirmarse como mujer en un entorno desfavorable. De hecho, el Foro por la Soberanía Alimentaria recibió el sobrenombre de Nyéléni en homenaje a esta leyenda”.
La Soberanía Alimentaría apuesta por incluir a las mujeres, sus necesidades y las reivindicaciones que permitan desarrollar sus capacidades en la producción agrícola y alimentaria, (Murias, 2009), buscando integrar a las mujeres de manera transversal en la producción de alimentos variados, nutritivos y saludables y promoviendo un reconocimiento al trabajo productivo y de trabajo de cuidado. (Motta et al, 2023). Propende nuevas relaciones humanas justas equitativas entre los seres humanos y el medio ambiente para garantizar la sustentabilidad.  

## Estado de Situación en distintos países de América Latina

### Argentina

#### Situación
Argentina es un país que según diversas estadísticas, como encuestas Nacionales de Nutrición y Salud y los balances de alimentos de FAO, no posee problemas en cuanto a disponibilidad alimentaria y nutricional, presenta un patrón alimentario similar a países desarrollados. Sin embargo hay sectores sociales que padecen desnutrición y hambre atribuidos a problemas existentes referidos al acceso (precio de los alimentos y precariedad laboral), consumo de alimentos y aprovechamiento biológico (patrón alimentario).
Entre los problemas de salud referidos al estado nutricional de los niños menores a 5 años se pueden encontrar predominantemente la anemia por deficiencia de hierro, la baja talla, el sobrepeso (observado en niños con necesidades básicas insatisfechas) y la posible deficiencia de Vitamina A.

#### Legislación
Como parte del Plan Nacional de Seguridad Alimentaria de 2003, en el marco de la Ley 25.724, se busca garantizar a las familias más vulnerables del país el acceso a una alimentación adecuada y acorde a las diferentes identidades alimentarias  existentes en el territorio argentino.
Durante el 2020, se puso en acción el plan Argentina Contra el Hambre, con el fin de continuar trabajando y fortaleciendo la temática. Sin embargo, resultó ser un fracaso, y en 2022 dejó de existir formalmente.
Entre las principales líneas de acción se encuentran:
Tarjeta Alimentar
Instrumento con alcance de alrededor de 4.000.000 de personas, otorgado con el fin de promover o facilitar el acceso a la Canasta Básica Alimentaria. Con ella se pueden comprar cualquier tipo de alimentos en cualquier comercio del país que cuente con posnet, con excepción de bebidas alcohólicas.
ProHuerta
A través del impulso de huertas y granjas agroecológicas, asistencias técnicas, capacitaciones, educación alimentaria, educación ambiental, el fortalecimiento a proyectos productivos y de acceso a agua y el apoyo de la comercialización con mercados y ferias en proximidades, el programa que se ha puesto en práctica durante más de 30 años, promueve el acceso a alimentos saludables y apoya a la producción agroecológica.
Fortalecimiento a Merenderos y Comedores Comunitarios y Escolares
Se da a partir del abordaje comunitario de la problemática, mejorando los servicios en instituciones de gestión estatal.
Asistencia a familias
A través de la entrega de módulos alimentarios o facilitación de tarjeta alimentar, enfocándose en poblaciones indígenas, personas con celiaquía y grupos específicos en situación de inseguridad alimentaria (embarazadas, menores de 14, adolescentes, discapacitados, adultos mayores sin cobertura social).

##### Educación
A partir de la difusión y acercamiento de información pertinente a través de educación alimentaria nutricional, con el objetivo de promover una alimentación sana, nutritiva y variada.

### Bolivia

#### Situación
El cambio tecnológico impulsado por la revolución verde en Bolivia en la década del 50 y posteriormente con la ingeniería genética y la introducción de OGM en los años 90, han influido en la tecnología y los procesos de producción agrícola de las comunidades indígenas originarias campesinas y de alguna manera han modificado sus conocimientos ancestrales respecto a la seguridad y la soberanía alimentaria y por ende su capacidad de producir para su propio consumo de alimentos naturales y de alta calidad.
Hoy Bolivia produce alimentos que antes importaba (principalmente grasas líquidas y lácteos); pero ahora depende del trigo y su derivado (harina). Por otro lado, aumentaron las importaciones de otros productos, según el Centro de Investigación y Promoción del Campesinado (Cipca) entre el año 2000 y 2016 las importaciones de papa, tomate, manzana, chirimoya y cebolla aumentaron drásticamente, esta situación representa un desafío a futuro porque cada vez hay mayor dependencia de los insumos y tecnologías externas. Un aspecto a destacar en relación con la soberanía alimentaria es que se están revalorizando los sistemas de almacenamiento ancestrales como son las pirwas, los kayros, las colkas y otros. En cuanto a los indicadores sobre seguridad alimentaria, estos han mejorado al pasar el tiempo, pues hay más producción, más consumo, y los niveles de la población han mejorado, pero todavía hay mucho por hacer ya que aunque existen importantes leyes promulgadas en los últimos diez años, la falta de reglamentos y su vaga ejecución, no han permitido implementar programas y proyectos de seguridad y soberanía alimentaria, situación que se ve reflejada en los datos indicados por el Mapa Mundial del Hambre que presenta el World Food Program (Programa Mundial de Alimentos), donde se expresa que el 20% de los bolivianos no acceden a suficiente comida.

#### Legislación
Instituto Nacional de Innovación Agropecuaria Forestal
Está enfocado a retomar el rol del Estado en la innovación agropecuaria forestal, después de más de una década de dejar este rol en manos de las empresas privadas.
Se orienta además a la revalorización de los saberes ancestrales de las naciones indígenas originarias campesinas como base para lograr la seguridad y la soberanía alimentaria, además de una visión integral de desarrollo como fase intermedia para el “vivir bien”, planteada en la constitución política del Estado y a nivel internacional como la alternativa al sistema capitalista.
Ley de Revolución Productiva Comunitaria
Consiste en una serie de medidas, tales como la creación del seguro agropecuario para subsanar los perjuicios provocados por fenómenos naturales a raíz del cambio climático, además, la creación de empresas estatales, para producir semillas y fertilizantes, la autorización para ampliar la producción de alimentos transgénicos de forma “controlada” y la prohibición de modificaciones genéticas en productos provenientes del territorio del país.
Constitución de Bolivia
En el artículo 16, la constitución del estado plurinacional de Bolivia, establece que toda persona tiene derecho a la guayala (alimentación) y que el estado tiene la obligación de garantizar una alimentación sana, adecuada y suficiente para toda la población.

### Brasil

#### Situación
Durante muchos años, las estadísticas revelaron que más de 50 millones de brasileños pasaron hambre todos los días. Está situación se resolvió parcialmente con el programa de la bolsa-familia, que atendió y atiende a más de 11 millones de familias, pero a pesar de la implementación de este programa, el problema del hambre persiste en la población. Actualmente alrededor de 60 millones de brasileros no se alimentan de forma adecuada.
Por otra parte, Brasil se transformó en el mayor consumidor mundial de agrotóxicos, consumiendo en el período entre 2009/10, nada menos que un millón de litros de los mismos, lo que da una media de 6 litros por persona. Esto implica que la población está siendo abastecida con alimentos cada vez más contaminados.
Por esta razón las políticas de seguridad alimentaria son importantes, ya que pese a la existencia de los programas compensatorios dados por el gobierno como la ‘Bolsa-familia’,  que contribuyen para la reducción de la inseguridad alimentaria de millones de personas en situación de pobreza, no tienen que ser confundidos con políticas de soberanía puesto qué estos programas son acciones de emergencia para minimizar las consecuencias que tiene la pobreza en las cuestiones alimentarias.
El índice de precio al consumidor (IPCA), que mide la inflación oficial del país, avanzó 2,44%  en 12 meses hasta agosto (2020). Los datos divulgados por el  Instituto Brasilero de Geografía y Estadística (IBGE), mostraron que el arroz está casi un 20% más caro en comparación con su precio a inicio del año, también el precio del  feijão mulatinho (porotos negros) subió un  32,6%, la abobrinha (zuchinni)  46,8%, y la  cebolla 50,4%.
Una de las causas del aumento de los precios es que las exportaciones son más lucrativas, ya qué en cuestiones de cambio un dólar más caro estimula a las exportaciones puesto que recibirlos les otorga más rentabilidad a los productores y por esto prefieren producir para el mercado externo.
Al mismo tiempo, la demanda ha aumentado por parte de los países cuya cadena de alimentos fue afectada por las condiciones climáticas o por el párate debido a la pandemia, y este aumento elevó las cotizaciones de los bienes de consumo.
La forma con la cual la agricultura industrial actual en Brasil se relaciona con el medio ambiente es extremadamente desgastante e insustentable. 
El modelo de producción y tecnológico utilizado por la agroindustria en Brasil busca controlar la oferta de productos alimenticios y sistemas agrícolas, y tiene una alta predisposición a la permisividad ante la presencia de capital extranjero a través de acuerdos agroindustriales y fusiones entre empresas nacionales y extranjeras, derivando a que se  socaven las iniciativas favorables a la soberanía alimentaria nacional, para destinar incluso para la apropiación de tierras.
La estandarización de los alimentos por parte de las empresas transnacionales incide directamente en los hábitos alimentarios y las prácticas domésticas que tienen las poblaciones y cómo se proveen de sus propios alimentos.
Hay datos que demuestran que los cultivos agrícolas cada vez están más simplificados y homogéneos, lo que conlleva al empobrecimiento de los suelos, uso y desperdicio exagerado del agua, polución del ambiente, debilitamiento de las especies nativas y la degradación de las reservas naturales.
La vía campesina propone ante este tipo de producción, la agroecología como método de abastecimiento, además, con esto, la organización apunta al derecho de los pueblos a tener autonomía para elegir sus sistemas alimentarios respetando sus raíces y tradiciones, a tener acceso a alimentos nutritivos, culturalmente adecuados, accesibles, producidos de manera sostenible y ecológica.

#### Legislación
Políticas públicas qué apuntan a asegurar la alimentación de la población brasilera:
- Programa Nacional de Fortalecimiento da Agricultura Familiar (PRONAF)
- Programa de adquisición de Alimentos (PAA), dirigido principalmente para agricultores familiares
- Programa Nacional de alimentación escolar (PNAE), mediante el cual se realizan compras públicas para la alimentación escolar

También se encuentra una Guía Alimentar para la población brasileña (guía alimentaria) que funciona como medio para realizar la transmisión de información sobre nutrición, proporcionando pautas para una alimentación balanceada y saludable para los brasileros.
Dado que la alimentación es un derecho social fundamental establecido en el art. 6.º da Constitución Federal de Brasil, el estado tiene el papel de crear esfuerzos para proteger y valorizar la producción nacional y local de alimentos. Es sumamente importante que la población no sea dependiente de la producción externa y qué consiga tener su propio abastecimiento.

### Colombia

#### Situación
En Colombia, así como se ve desigualdad en poder adquisitivo, también se ve en temas alimentarios, lo que es extrapolable al resto de la región. De modo que se tienen problemas, por un lado, de obesidad por sobrealimentación, y por otro, problemas de desnutrición, que no siempre van de la mano de la ausencia de alimentos. 
Se estima para el 2015 que, aproximadamente, entre el 6 y 10% de los niños menores de 5 años sufren de sobrepeso[cita requerida], mientras que para la desnutrición aguda el porcentaje es de 2,7% aproximadamente, y del 0,6%, discriminando según nivel educativo de padres y sin discriminar sexo[cita requerida], esto estimándose con un índice que se denomina peso bajo para la talla. 
La desnutrición crónica se estima con el índice de talla baja para la edad en donde se encontró que solo el 2,3% de la población menor de 5 años se encontraba en el rango de bien nutrida, sin embargo estos son datos generales y deben ser tenidas en cuenta las desigualdades regionales y las diferencias poblacionales. 
Como muchos de los países americanos, Colombia es un país multiétnico y pluricultural, a lo que se suma su gran diversidad en pisos térmicos y ecosistemas, haciendo que se genere una necesidad diferenciada para cada población, esto sin tener en cuenta que se hablan más de 60 lenguas indígenas, cooficiales en los territorios en los que se hablan. De modo que según la región y la comunidad se tienen distintas preferencias alimentarias, que dependen de la geografía local, así como adaptaciones regionales a los alimentos disponibles de forma nacional, como por ejemplo el arroz, la yuca, la papa el plátano. Todo eso pone de relieve que la adquisición de datos y, por lo tanto, medidas correctivas, deberán ser aplicadas por regiones y según las necesidades propias de cada población.

#### El debate
Colombia cuenta desde el año 2000 con Guías Alimentarias enfocadas a la población mayor de 2 años y con guías para la población menor de dos años así como para madres gestantes y en lactancia. Estas tienen el objetivo de orientar a todos los actores en el ámbito alimentario referente a las necesidades actuales y por lo tanto dinámicas en temas de alimentación, teniendo en cuenta un enfoque de salud preventivo y en hábitos de vida saludables. Al ser dinámico, se otorgó la función de su actualización al ICBF.
Oficialmente, se ve la soberanía alimentaria desde el punto de vista de acceso a alimentos sanos a toda la población, teniendo en cuenta las dificultades políticas, culturales, geografías a nivel local y nacional que esto implica; se da una dicotomía entre la postura de entrar en el comercio global a través de los tratados comerciales internaciones, que en muchas ocasiones vulneran las prácticas propias culturales en términos por ejemplo de procesos agrícolas o de biodiversidad de semillas, y que si bien van en pro del desarrollo económico, dejan de lado muchos otros conceptos y temas importantes, como los que aportan las poblaciones indígenas, al indicar que existen actores no humanos que así mismo tienen derechos y un rol fundamental en temas de soberanía alimentaria.

### México

#### Situación
Las pautas de la alimentación de los mexicanos se han modificado drásticamente en las últimas cuatro décadas, lo que ha impactado negativamente en el estado nutricional de las personas. Se ha observado disminución en el consumo de alimentos tradicionales, como el frijol y el maíz, y un aumento de la disponibilidad y del consumo de alimentos altamente procesados de alta densidad energética, elevado contenido de sodio, grasas saturadas, azúcares, colorantes, conservadores, saborizantes y estabilizantes; a su vez se ha aumentado el consumo de productos de origen animal.
Estos patrones alimentarios desequilibrados son los que provocan sobrepeso y obesidad, desnutrición y la denominada “hambre oculta” que se caracteriza por deficiencias específicas como las de hierro, que desencadena anemia, suponiendo riesgos de salud particularmente en mujeres en edad reproductiva que a su vez constituyen riesgos de muerte materna y bajo peso al nacer.
La Encuesta Nacional de Salud y Nutrición (ENSANUT - 2012) puso de relieve la necesidad de mejorar los programas de alimentación complementaria para niños de seis meses a dos años, ya que apenas la mitad de ellos estaba consumiendo alimentos ricos en hierro; en el medio rural la variedad de su alimentación era aún menor. 
En términos de carencia alimentaria, esta se concentra principalmente entre la población adulta, urbana y no indígena. De hecho, entre el 61% y el 86% de los 24,5 millones que se encontraban en carencia alimentaria en 2016, eran adultos, o vivían en zona urbana o no pertenecían a ningún grupo étnico.
Hubo una época entre 1960 y 1969 en que México fue exportador de frijol maíz y trigo sin embargo, la dependencia de importación de alimentos subió de un 22% en 1990-1992 a 35% en 2009-2011. Esto quiere decir que más de un tercio de los alimentos consumidos no se producen en el país. De no cambiar esta tendencia, de acuerdo con el Departamento de Agricultura de Estados Unidos, para el 2030 el 80% de los alimentos provendrían del exterior.

#### Legislación
El marco jurídico nacional establece cuatro obligaciones en materia de derechos a la alimentación que son: respetar, proteger, garantizar y promover las leyes que han sido decretadas a partir del cambio de modelo económico de los años 80. Se destacan las leyes más importantes:
La Ley de Desarrollo Rural Sustentable (LDRS)
A través de un enfoque complementario con la promoción de actividades productivas y acciones de desarrollo social, propone mejorar las condiciones de vida de la población rural con una visión sostenible del uso de los recursos naturales. Para ello se diseñó el Programa Especial Concurrente para el Desarrollo Rural Sustentable (PEC).
Ley federal de sanidad vegetal
Regula y promueve la sanidad vegetal y la aplicación, verificación y certificación de los sistemas de reducción de riesgos de contaminación física, química y microbiológica en la producción primaria de vegetales.
Ley de productos orgánicos
Establece las prácticas que deben seguir las materias primas, productos (intermedios y terminados) y subproductos (estado natural, semiprocesados y procesados) que han sido obtenidos respetando al medio ambiente y cumpliendo con criterios de sustentabilidad. Además, promueve elementos que contribuyan a que el sector de producción de alimentos se desarrolle sustentado en el principio de justicia social.
Ley de ayuda alimentaria para trabajadores
Mejorar el estado nutricional de los trabajadores a partir de la promoción y regulación de esquemas de ayuda alimentaria, para proteger la salud y prevenir enfermedades relacionadas con alimentaciones inadecuadas.

### Venezuela

#### Situación
Como consecuencia de la hiperinflación, el endurecimiento de sanciones internacionales, el impacto de las restricciones por Covid-19 y la escasez de combustible, la situación de seguridad alimentaria y la calidad de dieta sufrirá un deterioro notable debido a su efecto en actividades agrícolas y logísticas.
Además, las sanciones comerciales y financieras han provocado la suspensión de las exportaciones de petróleo, que representan la principal fuente del país de ingresos externos. Las restricciones a las importaciones han llevado a una dramática y pronunciada escasez de este producto, provocando mayores costos de energía y transporte, y consecuentemente un incremento en los precios de alimentos.
La prolongada inestabilidad de la moneda local ha llevado a una dolarización parcial de la economía, impulsando las disparidades entre aquellas personas que tienen acceso a dólares estadounidenses y la mayor parte que no lo tienen.
En relación con la seguridad alimentaria, según el Programa Mundial de Alimentos de Naciones Unidas, dos tercios de la población no cuenta con un suministro estable y suficiente de alimentos.

### Nicaragua

#### Situación
En Nicaragua hay una oferta estable y suficiente de alimentos, evidenciada en el comportamiento creciente de la producción agropecuaria (granos básicos y ganado vacuno), aunque no es suficiente para cubrir la demanda necesaria. Las importaciones (principalmente aceite, trigo y granos básicos) tienden a completar la disponibilidad de alimentos y suelen ir en aumento.
Respecto al comportamiento de la producción agropecuaria, se ve afectado a nivel regional y local por la ineficiencia en el uso de factores productivos (suelo, recursos hídricos y genéticos), el financiamiento y la pasividad en la innovación tecnológica en lo relacionado al cultivo. Como consecuencia, se presentan limitaciones en la oferta alimentaria, generándose una débil infraestructura productiva (centros de acopio, carreteras), lo cual impacta negativamente en el rendimiento de la producción de alimentos de la canasta básica. Además, la baja capacidad del país para enfrentar riesgos de tipo climático (procesos de degradación ambiental, técnicas insuficientes de cultivo y expansión incontrolada de la frontera agropecuaria) provoca una situación de inestabilidad y dependencia en relación con eventos de variabilidad climática que afectan directamente a la oferta del sector y a la seguridad alimentaria del territorio.
La problemática de la imposibilidad de acceder a los alimentos va considerablemente ligada al factor económico, el cual es el resultado de otros factores socioeconómicos como el desempleo, incremento del costo de la canasta básica, la congelación de los salarios, las alzas en los precios del combustible y a la mala distribución del ingreso. Estos aspectos se consideran causas de la inseguridad alimentaria dentro de los hogares, y si se presentan variaciones en los precios de los alimentos, la carencia de ingresos no permite alcanzar el mínimo nivel de alimentación necesario.
Por otro lado, el consumo en el país suele depender de los conocimientos, actitudes y prácticas para elegir los alimentos adecuados El sector productivo posee un rol relevante en cuanto al tipo de alimentos que se elaboran, la calidad de los mismos y la promoción de cultivos que tienen un elevado valor nutricional y alta rentabilidad.
Nicaragua presenta una disminución en los índices de desnutrición en menores de cinco años que alcanza en el 2001 el 22% (ENDESA 2001) y en escolares de 6 a 9 años una prevalencia de desnutrición crónica de 27.2% (Censo Nacional de Talla en escolares 2005). Aunque los indicadores nacionales de nutrición presentan una recuperación en las condiciones de la población infantil y adulta en las zonas urbanas, en las zonas rurales se sigue observando un deterioro.
En cuanto a los servicios de uso básico, se evidencian dificultades en el acceso al agua segura para el consumo humano, en los hogares el 75,3% de las fuentes de abastecimiento de agua no son seguras, por lo que se mantiene y acrecienta el riesgo de enfermedades de transmisión hídrica.

### Chile

#### Situación
La escasez interna en el país, comienza con las exportaciones de ganado y granos que alimentaron la mano de obra en Europa durante la Revolución Industrial. Esta crisis siguió profundizándose al pasar los años.
A partir de los años 70, se comienza a trabajar sobre el estado de subalimentación de gran parte de la población, con políticas institucionales enfocadas al tratamiento clínico y asistencial de la desnutrición infantil, entregando fórmulas lácteas fortificadas y alimentos a centros de salud. Para finales de los años 90, junto a otras políticas de gobierno ya habían logrado erradicar la desnutrición infantil, pero paralelamente aumentaba de manera continua y sostenida la malnutrición por exceso.
La modernización del patrón de consumo alimentario que trajo aparejada la implantación del modelo neoliberal, desplazó a las dietas tradicionales consistentes en legumbres, pescados, frutas, verduras de estación, huevos y carne de aves de corral, papas nativas y harinas no refinadas (chuchoca, harina tostada, harina de quinua, etc.), lo que provocó un desarraigo cultural hacia estos propios alimentos y consolidó el modelo consumista, y como consecuencia la dependencia a las grandes cadenas de supermercados. 
Mientras anualmente se exportan toneladas de frutas frescas, la baja rentabilidad del cultivo de legumbres ha disminuido drásticamente su producción llegando hoy a importarse en su mayoría. En cuanto a los alimentos del mar sólo el 10% de la extracción de jurel se hace mediante pesca artesanal y el 90% restante lo extrae el sector industrial para elaborar principalmente harina y aceite para ser exportados a China, Japón, Taiwán y Alemania, factores como este contribuyen al bajo consumo per cápita de pescado. Chile se mantiene entonces como potencia exportadora debido al agroextractivismo y a costa de la salud de la población y de los ecosistemas.
Se pueden observar las consecuencias en las altas tasas de malnutrición por exceso en niños y adultos, en el déficit de micronutrientes, y según un estudio realizado recientemente por académicos de la Universidad de Chile, en el déficit de vitamina D que  tiene el 75% de la infancia, y en las deficiencias de calcio, hierro, zinc y cobre que afectan entre el 10% y el 33%.

### Guatemala

#### Situación
La extrema vulnerabilidad por las condiciones medioambientales y la falta de acceso a la tierra para la producción campesina, caracterizan el tejido rural en Guatemala. Estos factores, sumados a la expansión del agronegocio y el impulso de las exportaciones, generan una creciente dependencia alimentaria del exterior.
En materia de agronegocio existen ejemplos históricos en Guatemala de producción de monocultivos para la exportación (café, algodón, banano, caña de azúcar y palma africana). Este tipo de producción requiere de grandes extensiones de terreno, desalojando a las poblaciones campesinas de sus tierras y generando un gran impacto en cuanto a problemas nutricionales.
La búsqueda de la Soberanía Alimentaria en Guatemala, fuertemente impactada por el bombardeo de las corrientes neoliberales, pasa por recuperar las tecnologías campesinas ancestrales para construir procesos locales sostenibles.